# Laufach
Laufach es un municipio alemán, ubicado en el distrito de Aschaffenburg, en la región administrativa de Baja Franconia, en el Estado federado de Baviera. 
Se encuentra al noroeste de Baviera y al este de Aschaffenburg; está en el centro de la cadena montañosa Spessart.